# Jang Jin-young
Jang Jin-young (Jeonju, 14 giugno 1974 – Seul, 1º settembre 2009) è stata un'attrice e modella sudcoreana.

## Biografia
Nata il 14 giugno 1974 a Jeonju, Jang intraprende la carriera di attrice nel 1998, partecipando alla pellicola Jagwimo, a cui seguono Over the Rainbow (2002), Gukhwaggot hyanggi (2003) e Yeonae, geu chameul su eobmneun gabyeoum (2006). Tra le attrici più pagate dell'epoca in Corea del Sud, ha ricevuto numerosi premi e riconoscimenti ed è stata lodata dalla critica; nel 2009 muore a causa di un cancro allo stomaco, diagnosticatole un anno prima, a soli trentacinque anni.